# Crassatellidae
Famille
Genres de rang inférieur
- Crassatella
- Crassinella
- Eucrassatella

Crassatellidae est une famille de mollusques bivalves.

## Liste des genres
Selon ITIS (30 avr. 2010) :
- genre Crassatella  Lamarck, 1799
- genre Crassinella  Guppy, 1874
- genre Eucrassatella  Iredale, 1924

Selon World Register of Marine Species (30 avr. 2010) :
- genre Crassatina  Loebbecke & Kobelt, 1881